# Hexachernes pennatus
Hexachernes pennatus är en spindeldjursart som beskrevs av Beier 1953. Hexachernes pennatus ingår i släktet Hexachernes och familjen blindklokrypare. Inga underarter finns listade i Catalogue of Life.